# Eoin MacNeill

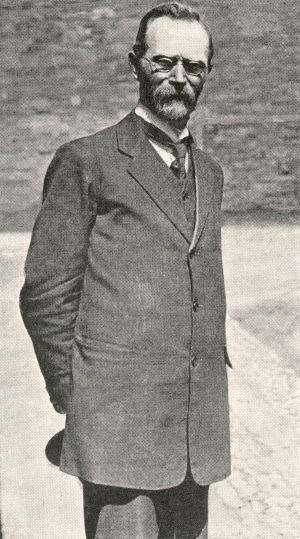
Eoin MacNeill, um 1916

Eoin MacNeill (irisch Eoin Mac Néill, * 15. Mai 1867 in Glenarm, County Antrim als John MacNeill; † 15. Oktober 1945 in Dublin) war ein irischer Nationalist, Politiker und Professor für irische Geschichte.
MacNeill besuchte das St Malachy’s College in Belfast und die Royal University of Ireland. Sein Interesse für irische Geschichte, in deren Studium er sich vertiefte, begann während seiner Arbeit als Angestellter am Four Courts. 1893 war MacNeill neben Douglas Hyde eines der Gründungsmitglieder der Gaelic League, deren Vizepräsident er wurde. Daneben gab er auch das Gaelic Journal, die Zeitung der Vereinigung heraus. Im folgenden Jahr gründete er Feis Cheoil. 1908 wurde MacNeill zum ersten Professor für irische früh- und mittelalterliche Geschichte am University College Dublin berufen; ein Posten, den er bis 1941 behalten sollte.
Durch die Gaelic League kam MacNeill mit Mitgliedern der Sinn Féin in Kontakt. 1913 gehörte er zu dem Personenkreis, der die Irish Volunteers gründete. MacNeill, der Stabschef der Irish Volunteers war, wurde, da er gegen jede risikoreiche Rebellion war, nicht über den geplanten Aufstand informiert. Die Irish Republican Brotherhood, die einen Großteil der Volunteer-Führerschaft stellte, hoffte daher, ihn entweder auf ihre Seite ziehen oder einfach umgehen zu können. Mit beiden Plänen hatte die IRB nur wenig Erfolg. So versuchte MacNeill, nachdem er von der Verhaftung von Roger Casement erfuhr, die Mobilmachung rückgängig zu machen. Nach dem Osteraufstand wurde er verhaftet und zu lebenslanger Haft verurteilt, aber nach einer Generalamnestie 1917 freigelassen.
Bei den Wahlen 1918 wurde MacNeill nicht nur als Sinn Féin-Kandidat in das House of Commons gewählt, es gelang ihm auch, ein Mandat für den Dáil Éireann zu gewinnen. Der Politik seiner Partei folgend trat er sein Mandat im House of Commons nicht an. Im ersten Dáil bekleidete er die Ämter des Finanzministers und des Industrieministers. MacNeill befürwortete den Anglo-Irischen Vertrag und hatte während der Vertragsdebatten das Amt des Ceann Comhairle inne. Später wurde er in der provisorischen Regierung Minister ohne Portfolio und danach von 1922 bis 1925 Bildungsminister im Executive Council des irischen Freistaats. Als 1924 eine Kommission zur Festlegung der Grenze zwischen dem irischen Freistaat und Nordirland geschaffen wurde, wurde er in diese Kommission berufen. Nach der Veröffentlichung des Kommissionsberichts in einer Zeitung trat er aus der Kommission zurück und weigerte sich, den Kommissionsbericht zu akzeptieren. Ungeachtet dessen sah sich MacNeill aufgrund des Ergebnisses der Kommission starkem Druck von Seiten irischer Nationalisten ausgesetzt. Er trat von seinem Ministerposten zurück und verlor bei den Wahlen 1927 seinen Abgeordnetensitz. MacNeill zog sich nun aus der Politik zurück und widmete sich seiner Lehrtätigkeit. Unter anderem veröffentlichte er mehrere Bücher über die irische Geschichte.